# Costa de Leopold i Astrid
La costa de Leopold i Astrid (en anglès, Leopold and Astrid Coast) és una porció de l'Antàrtida Oriental que s'estén des de l'extrem occidental de la barrera de gel Oest als 81° 24′ Est, limita amb la costa d'Ingrid Christensen, fins al cap Penck (66° 43′ S, 87° 43′ E / 66.717°S,87.717°E), límit amb la Terra de l'Emperador Guillem II. El mar que banya la costa de Leopold i Àstrid és denominat mar de Davis.
D'acord amb la nomenclatura d'Austràlia la costa del Rei Leopold i la Reina Astrid (en anglès, King Leopold And Queen Astrid Coast) és la part oriental de la Terra de la Princesa Elizabeth i comprèn el sector des dels 81° Est fins al cap Penck. Per a Austràlia el sector entre els 81° Est i l'extrem occidental de la barrera de gel Oest als 81° 24′ Est forma part de la costa del Rei Leopold i la Reina Astrid. Encara que l'àrea és reclamada per Austràlia com a part del Territori Antàrtic Australià, està subjecta a les restriccions establertes pel Tractat Antàrtic.
Aquesta costa va ser descoberta i explorada per l'avió del vaixell balener noruec Thorshavn el 17 de gener de 1934, tripulat pel tinent Alf Gunnestad i el capità Nils Larsen. El propietari del vaixell, Lars Christensen, li va donar nom a la costa en homenatge al rei Leopold III i a la reina Astrid de Bèlgica.